# تومی پتروویچ

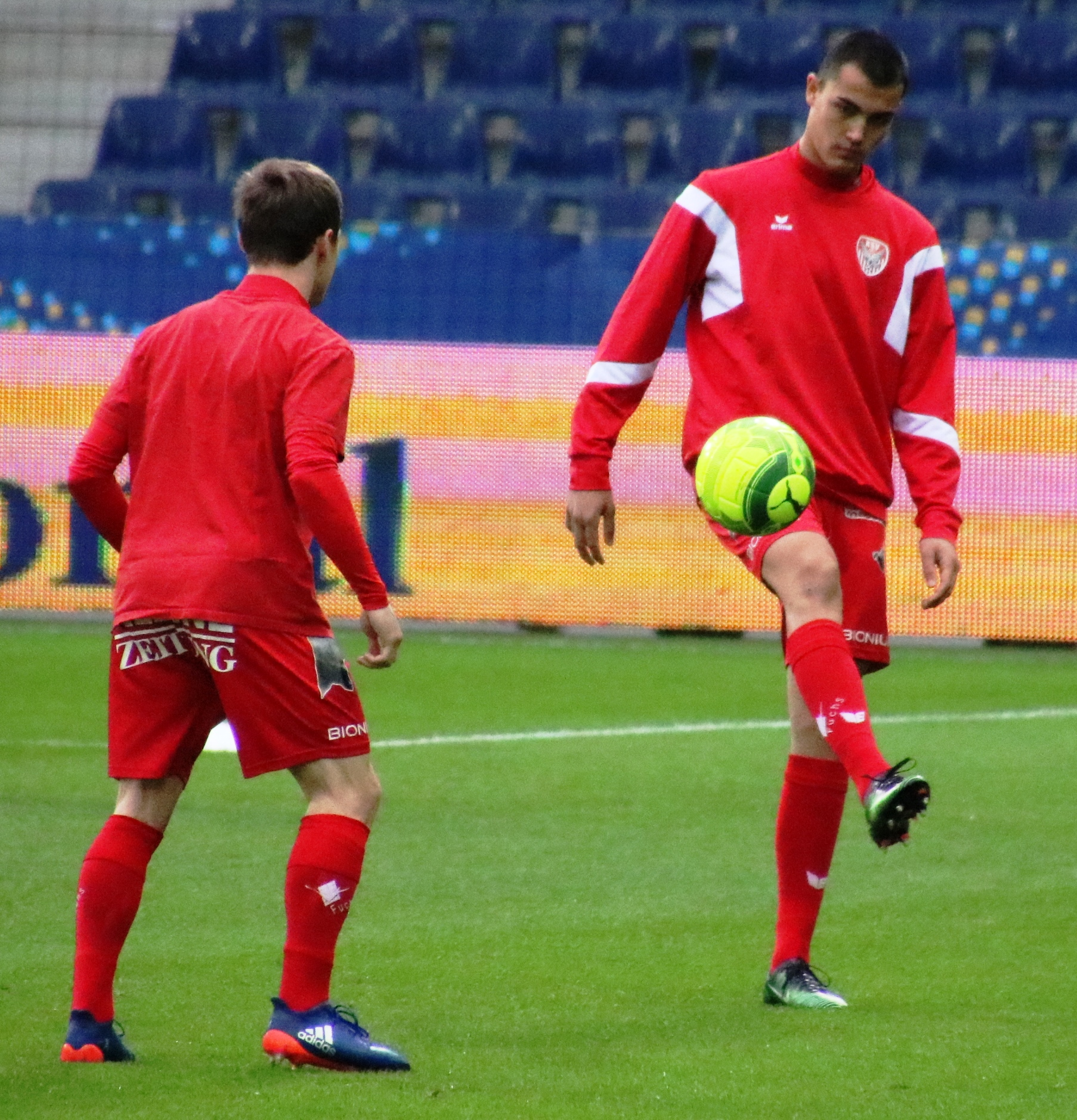
تومی پتروویچ (بازیکن سمت راست) - ۲۰۱۷

تومی پتروویچ (انگلیسی: Tomi Petrović؛ زادهٔ ۱۱ مارس ۱۹۹۹) بازیکن فوتبال اهل کرواسی است.
از باشگاه‌هایی که در آن بازی کرده‌است می‌توان به باشگاه فوتبال ویرتوس انتلا اشاره کرد.